# Germay
Germay ist eine französische Gemeinde mit 49 Einwohnern (Stand: 1. Januar 2022) im Département Haute-Marne in der Region Grand Est. Die Gemeinde gehört zum Arrondissement Saint-Dizier  und zum Kanton Poissons. 

## Geografie
Germay liegt etwa 38 Kilometer südöstlich von Saint-Dizier. Die Saulx entspringt in der Gemeinde. Umgeben wird Germay von den Nachbargemeinden Thonnance-les-Moulins im Norden und Westen, Lezéville im Norden und Osten, Grand und Morionvilliers im Südosten, Germisay im Süden sowie Épizon im Süden und Südwesten.

## Bevölkerungsentwicklung
| Jahr                       | 1962 | 1968 | 1975 | 1982 | 1990 | 1999 | 2006 | 2011 | 2018 |
| -------------------------- | ---- | ---- | ---- | ---- | ---- | ---- | ---- | ---- | ---- |
| Einwohner                  | 80   | 77   | 72   | 81   | 67   | 61   | 46   | 46   | 47   |
| Quellen: Cassini und INSEE |      |      |      |      |      |      |      |      |      |

## Sehenswürdigkeiten

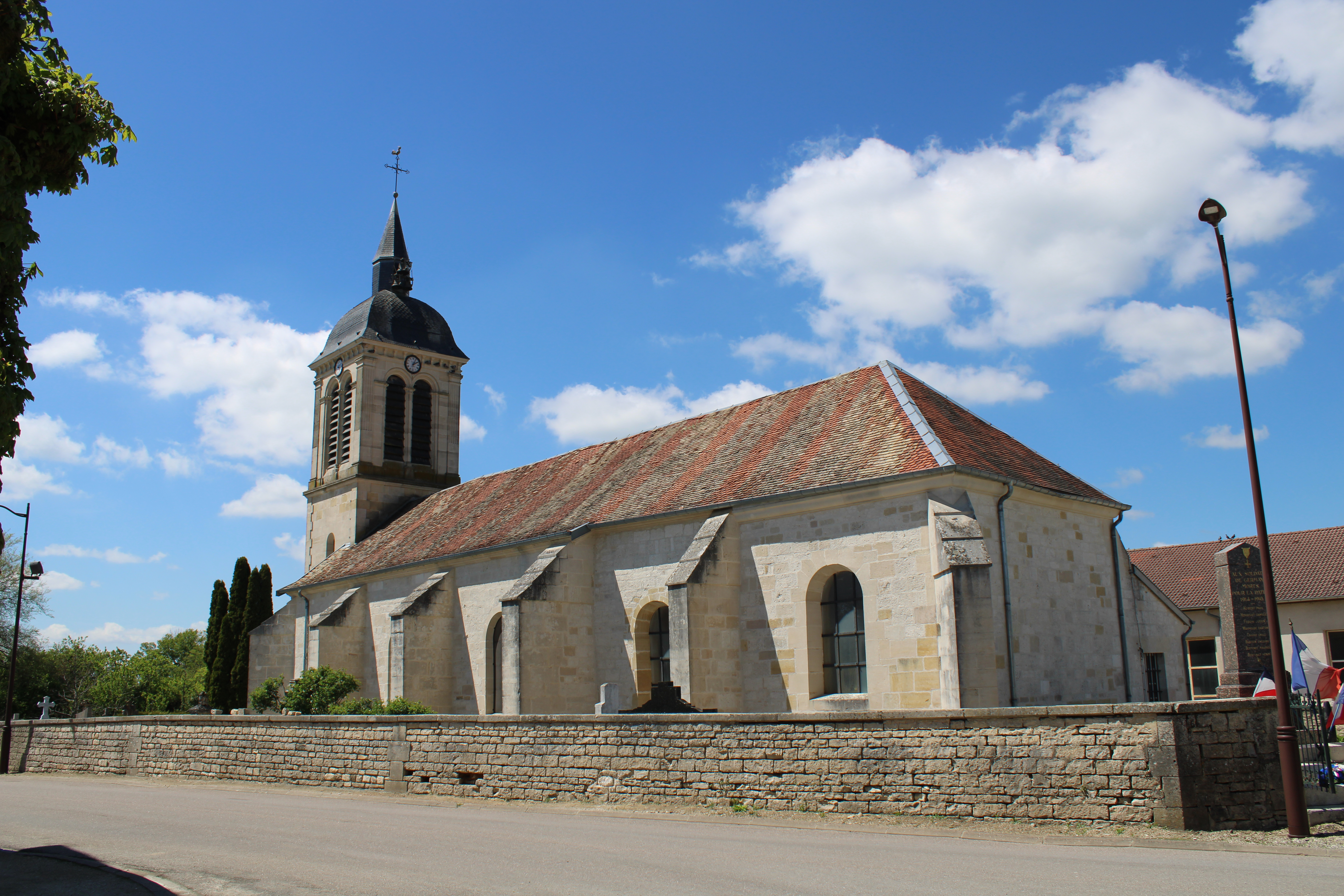
Kirche Saint-Evre

- Kirche Saint-Evre
- Waschhaus